# Ro Khanna

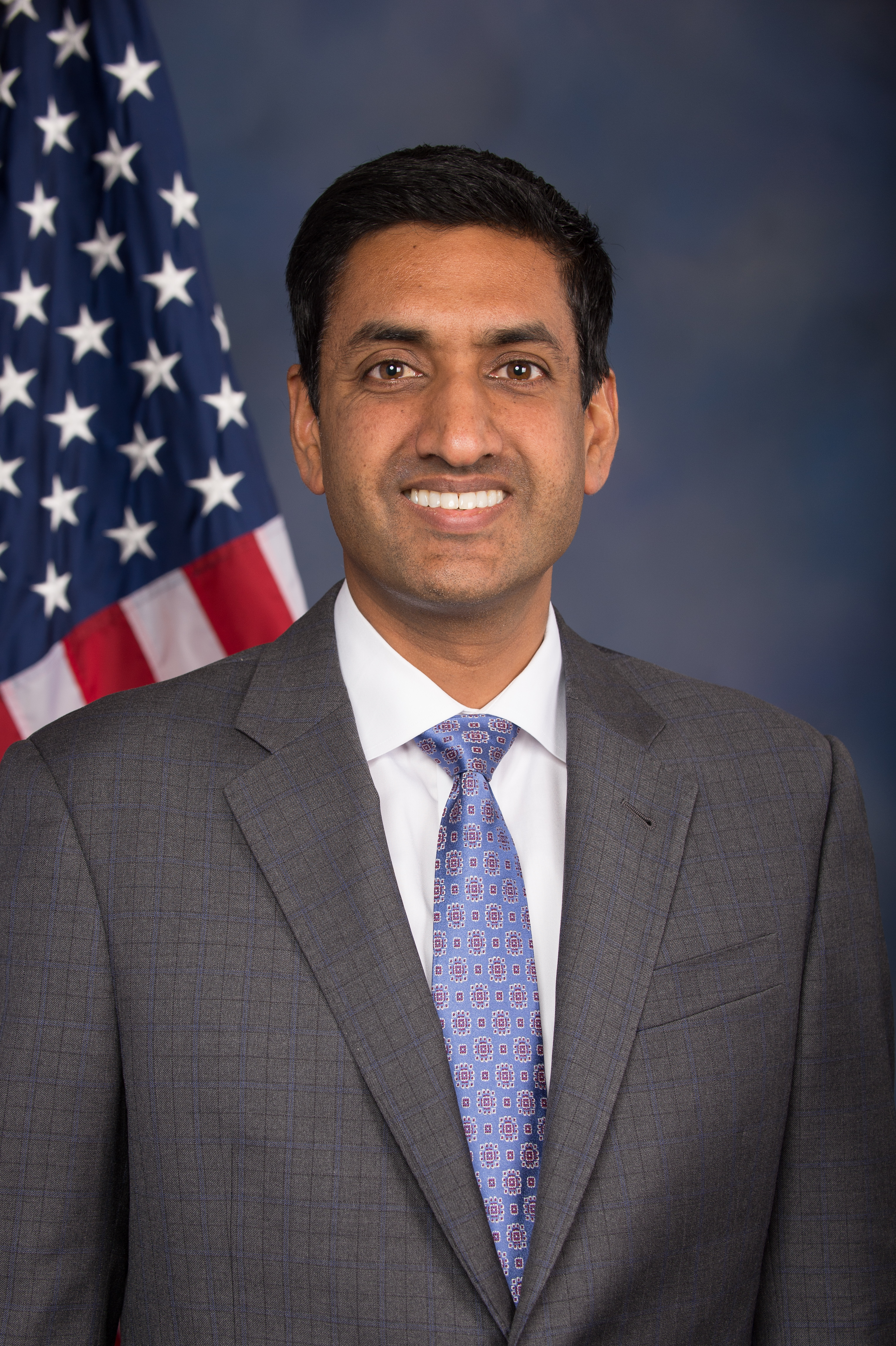
Ro Khanna (2016)

Rohit „Ro“ Khanna (* 13. September 1976 in Philadelphia, Pennsylvania) ist ein US-amerikanischer Politiker der Demokratischen Partei. Seit Januar 2017 vertritt er den 17. Distrikt des Bundesstaats Kalifornien im US-Repräsentantenhaus.

## Werdegang
Ro Khannas Vorfahren stammen aus Indien. Sein Großvater Amarnath Vidyalankar war ein Unterstützer der von Mahatma Gandhi geführten indischen Unabhängigkeitsbewegung und Abgeordneter in der Lok Sabha (erste Kammer des indischen Parlamentes). Khannas Eltern, ein Chemie-Ingenieur und eine Lehrerin, wanderten in den 1970er-Jahren in die Vereinigten Staaten aus. Bis 1998 studierte er an der University of Chicago das Fach Wirtschaft, welches er mit einem Bachelor of Arts abschloss. Nach einem anschließenden Jurastudium an der Yale University, mit erfolgreichem Abschluss als Juris Doctor (J.D.), und seiner 2001 erfolgten Zulassung als Rechtsanwalt begann er in diesem Beruf zu arbeiten. Später wurde er auch Dozent für Wirtschaft an der Stanford University. Seit 2015 ist er Vizepräsident der Firma Smart Utility Systems.
Heute lebt er mit seiner Frau Ritu und seinen zwei Kindern in Fremont.

## Politik
Er ist Mitglied der Demokratischen Partei. In den Jahren 2004 und 2014 kandidierte er noch erfolglos für den Kongress. Zwischen 2009 und 2011 war er Unterstaatssekretär (Deputy Assistant Secretary) im Handelsministerium der Vereinigten Staaten. Bei den Repräsentantenhauswahlen des Jahres 2016 wurde Khanna im 17. Wahlbezirk von Kalifornien in das US-Repräsentantenhaus in Washington, D.C. gewählt, wo er am 3. Januar 2017 die Nachfolge seines Parteikollegen Michael Makoto „Mike“ Honda antrat, den er bei der Vorwahl geschlagen hatte. Er konnte die Wahlen 2018, 2020 und 2022 ebenfalls gewinnen. Er kandidiert auch bei den Wahlen 2024, nachdem er die Vorwahlen am 5. März 2024 gewann. Er wurde in der Wahl 2024 dann gegen die Republikanerin Anita Chen mit 67,7 % wiedergewählt, sein aktuelles Mandat im 119. Kongress der Vereinigten Staaten läuft damit bis zum 3. Januar 2027.

### Ausschüsse
Khanna ist aktuell Mitglied in folgenden Ausschüssen des Repräsentantenhauses:
- Committee on Agriculture
  - Commodity Exchanges, Energy, and Credit
  - Livestock and Foreign Agriculture
- Committee on Armed Services
  - Cyber, Innovative Technologies, and Information Systems
  - Strategic Forces
- Committee on Oversight and Reform
  - Environment (Vorsitz)
  - Government Operations

## Werke
- The New Industrial Age: America Should Once Again Become a Manufacturing Superpower. In: Foreign Affairs. Vol. 102, No. 1, S. 141–154.
- mit einem Vorwort von Amartya Sen: Dignity in a Digital Age: Making Tech Work for All of Us. Simon & Schuster, New York 2022, ISBN 978-1-9821-6334-1.